# 멜람푸스
멜람푸스(Melampus)는 그리스 신화에 나오는 인물이다. 아미타온과 페레스의 딸인 에이도메네의 아들이다. 어미 잃은 두 마리의 새끼뱀을 길러 주었더니, 뱀이 자라서 그가 잠자는 동안에 그의 귓구멍을 핥자, 모든 동물의 말을 알아들을 수 있는 힘을 얻었다. 게다가 알페이스강 언저리에서 아폴론을 만난 후 세계 제일의 예언자가 되었다. 그에게는 비아스라는 형이 있었는데, 그 형이 백부인 넬레우스의 외동딸 페로를 아내로 삼고자 하였다. 그런데 넬레우스는 딸에게 청혼자가 너무도 많았으므로 테세리아의 필라코스가 가지고 있는 암소를 가져오는 자에게 딸을 주겠다고 약속하였다.